# Shery
Shery (Ciudad de Guatemala, 18 de agosto de 1985) es una cantante y compositora guatemalteca de música pop latino. Ha grabado canciones en los idiomas español e italiano, y compartido escenario con estrellas como Chayanne, Christian Castro, Manuel Mijares, Miguel Bosé, Enrique Iglesias, Aleks Syntek y Vikki Carr. Dos de sus composiciones originales (El amor es sin fantasma y En la Vida y Para Siempre) han sido finalistas en el Concurso de Composición John Lennon, en Nueva York.

## Biografía
Nació en la Ciudad de Guatemala. De niña solía pintarse la cara con harina para jugar con sus hermanos a ser la banda Kiss, y más de una vez se metió en problemas por romper las medias de sus hermanas para disfrazarse de Gloria Trevi.  Antes de cumplir 15 años de edad escapó de la casa de sus padres en busca de su sueño de cantar.  Durante el resto de su adolescencia desempeñó diversos empleos para pagar sus estudios escolares y su formación musical.
En 2004, tras haber formado parte durante una temporada de la Banda de Bob Porter, fue aceptada en un casting para participar en las Olimpiadas Mundiales de las Artes Escénicas, que se realizó en Los Ángeles, donde alcanzó una medalla con un tema de su propia creación.  De regreso en su país continuó estudiando con maestros como Luis Galich de Guatemala, Angélica Rosa de Puerto Rico, José Luis Pacheco de Cuba y los guatemaltecos Ranferí Aguilar y Oscar Conde, exintegrantes de la banda de rock Alux Nahual.
Al año siguiente lanzó la canción «El amor es un fantasma», primera de su autoría, que tras un concierto debut que agotó las entradas logró debutar en radio con veintiséis semanas consecutivas en el Top 40 en su natal Guatemala, llegando a encabezar las listas radiales en formato pop.

## Trayectoria
En 2006 debutó como directora, produciendo un videoclip experimental para su canción titulada «Libre» y en enero de 2008, tras dos años y medio de trabajo de producción, salió al mercado su primer álbum de estudio, titulado «El amor es un fantasma» en referencia a su primera canción. El álbum incluye once canciones originales escritas por Shery, una canción escrita por el legendario compositor español José Luis Perales, así como dúos con el productor/compositor italiano Francesco Sondelli, el cantante guatemalteco Jorge "El Bardo y otro con el vocalista cubano-estadounidense Daniel René, exmiembro de la banda de pop latino MDO. El álbum incluye un tema mezclado por Eddie Kramer, productor de artistas como Led Zeppelin, Jimi Hendrix, Kiss, The Rolling Stones, Joe Cocker y David Bowie.
En 2009 su canción «En la vida y para siempre» fue nominada entre 42 000 discos y 560 000 composiciones de todo el mundo en la categoría de «Mejor Canción Latina» por los Premios Musicales «Just Plan Folks» (JPF), considerados como los «Premios Grammy» de la industria musical independiente.
En 2011 lanzó el sencillo «Uno solo en este juego», una canción pop / rock de su autoría, interpretada a dúo con el cantante guatemalteco Jorge "El Bardo".  El videoclip oficial, donde se utilizó un coche de carreras real y efectos de animación digital 3D, fue dirigido por Jimmy Lemus y Leonel Alvarez; en noviembre del mismo año el video fue premiado como «Mejor Video del Año» en los «Premios Nuestra Estrella», otorgados por el matutino guatemalteco Nuestro Diario.
En el 2011 también sacó al mercado «Me convertí en roca», producción centrada en una única canción en tres géneros distintos: balada, electro-pop y banda duranguense.  El videoclip, estrenado en la ciudad de Bogotá, Colombia, fue dirigido por el productor guatemalteco Christian Celada.  La versión banda del tema fue presentado por primera vez en televisión en vivo en la ciudad mexicana de Culiacán, Sinaloa.

## Producción musical
| Año  | Formato   | Nombre                      | Posición en el chart de hits de radio en Guatemala | Información adicional |  |
| ---- | --------- | --------------------------- | -------------------------------------------------- | --- |  |
| 2011 | Videoclip | «Me convertí en roca»       |                                                    | |  |
| 2011 | Videoclip | «Uno solo en este juego»    |                                                    | |  |
| 2007 | Videoclip | «Me convertí en roca»       |                                                    | |  |
| 2006 | Videoclip | «Libre»                     |                                                    | |  |

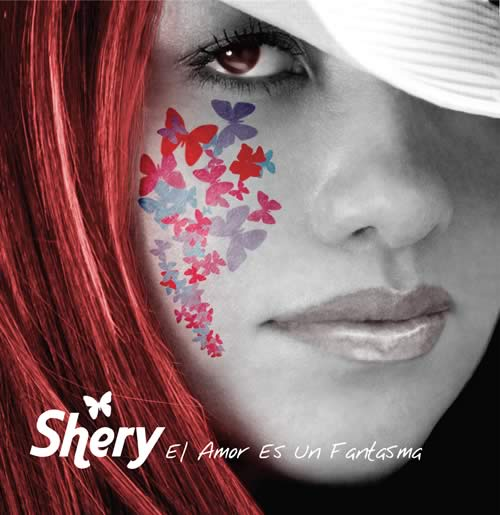
"El amor es un fantasma" Album Cover

| 2011 | sencillo  | «Me converti en roca»       |                                                    | En cuatro versiones: - electro-pop - banda - balada - Instrumental / pista para cantar |  |
| 2011 | sencillo  | «El sol esperará»           |                                                    | |  |
| 2011 | sencillo  | «Uno solo en este juego»    | 1                                                  | En cuatro versiones: - con "El Bardo" - solista - Rafa midnight mix - Instrumental / pista para cantar |  |
| 2011 | sencillo  | «En la vida y para siempre» | 1                                                  | En dos versiones: - En la vida y para siempre (versión radio) - En la vida y para siempre (versión álbum) |  |
| 2007 | sencillo  | «El amor»                   | 1                                                  | Dúo con Daniel René |  |
| 2006 | sencillo  | «Todo se termina aquí»      | 1                                                  | |  |
| 2006 | sencillo  | «Me convertí en roca»       | 1                                                  | En versión original y versión extendida. |  |
| 2005 | sencillo  | «El amor es un fantasma»    | 1                                                  | |  |
| 2005 | sencillo  | «Libre»                     |                                                    | |  |
| 2008 | álbum     | «El amor es un fantasma»    |                                                    | Melodías: - En la vida y para siempre - Nos desgarramos el alma - Muerteamor - Cuatro paredes - El amor (a dúo con Daniel René) - Uno solo en este juego (a dúo con "El Bardo") - Me convertí en roca - El amor es un fantasma - Continuamente (a dúo con Francesco Sondelli) - Libre - Mis lágrimas - Todo se termina aquí - El suspiro se me va (con Francesco Sondelli) |  |